# 伊萬尼夫卡 (卡哈爾雷克市鎮)
49°54′49″N 30°41′13″E / 49.91361°N 30.68694°E
伊萬尼夫卡（烏克蘭語：Іванівка）是位於烏克蘭北部的村莊，由基辅州奧布希夫區的卡哈爾利克市鎮負責管轄。該村面積2.07平方公里，海拔高度175米，2001年人口330，人口密度每平方公里159.2人。